# Pohár SKFS 2018/2019
AGRO CS Pohár SKFS 2018/19 byl krajský fotbalový pohár hraný na území středočeského kraje, který se hrál v období od srpna 2018 do června 2019. Vítězem se stal klub FK Komárov, čímž se kvalifikoval do předkola MOL Cupu 2019/20.

## Formát soutěže
Pohár SKFS se hraje vyřazovacím systémem na jeden zápas, kromě finále které se hraje na dva zápasy doma-venku. Pokud zápas skončí remízou, následuje penaltový rozstřel.

## Přihlášené týmy
Pro účastníky Přeboru Středočeského kraje a I.A třídy Středočeského kraje byla účast v krajském poháru povinná. Přihlásit se také mohlo kterékoliv mužstvo z I.B třídy Středočeského kraje a vítězové okresních fotbalových pohárů.
Zdroje: 
| Přebor Středočeského kraje | I.A třída Středočeského kraje | I.B třída Středočeského kraje | Okresní přebor                                                                           |
| --- | --- | --- | ---------------------------------------------------------------------------------------- |
| - FK Čechie Vykáň - SK Posázavan Poříčí nad Sázavou - SK Lhota - SK Spartak Příbram - Sokol Nespeky - TJ Klíčany - Sokol Nové Strašecí - SK Slaný - SK Hvozdnice - AFK Tuchlovice - SK Sparta Kutná Hora - SK Poříčany - TJ SK Hřebeč - FK Bohemia Poděbrady - SK Baník Libušín - FC Velim | - SK Úvaly - AFK Sokol Semice - SK Rejšice - TJ Jíloviště - SK Tochovice - TJ Kovohutě Podlesí - Viktoria Vestec - SK Votice - FC Jílové - FK Komárov - Sokol Klecany - Union Cerhovice - FK Kosoř - FK Mníšek pod Brdy - TJ Sokol Pěčice - FK Slovan Lysá nad Labem - TJ Záryby - TJ Jawa Divišov - SK Kosmonosy - SK Union Čelákovice - Sokol Luštěnice - Mnichovohradišťský SK - FK Pšovka Mělník - FC Čechie Velká Dobrá - SK Doksy - Dolnobousovský SK - TJ Dynamo Nelahozeves - Spartak Průhonice - SK Petrovice | - TJ Unhošť - AFK Libčice nad Vltavou - TJ Sokol Holubice - TJ Byšice - SK Sokoleč - TJ Pátek - FK Loučeň - TJ Liblice - TJ Mnichovice - TJ Sokol Miřetice - FK Kunice - SK Slavia Jesenice - TJ Sokol Sedlec-Prčice - AFK Loděnice - FK Rudná - SK Chlumec - SK Vinařice - FC Jevany - TJ Ligmet Milín - SK Městec Králové - AFK Pečky - FK Vysoká | - FC Freyburg Trubín - SK Bystřice - TJ Sokol Jinočany - Sokol Kosova Hora - FK Kněževes |

- SK Bystřice nasazen jako vítěz Okresního poháru v okrese Benešov.
- FC Freyburg Trubín nasazen jako vítěz Okresního poháru v okrese Beroun.[1]
- TJ Sokol Jinočany nasazen jako vítěz Okresního poháru v okrese Praha-západ.
- Sokol Kosova Hora nasazen jako vítěz Okresního poháru v okrese Příbram.
- FK Kněževes nasazen jako vítěz Okresního poháru v okrese Rakovník.[2]

## Zápasy

### Předkolo
Zdroje: 
| Domácí             | Výsledek | Hosté                  |
| ------------------ | -------- | ---------------------- |
| AFK Pečky          | 2:5      | SK Kosmonosy           |
| SK Bystřice        | 2:3 pen  | TJ Sokol Miřetice      |
| TJ Sokol Jinočany  | 0:1      | FK Rudná               |
| SK Městec Králové  | 2:5      | Dolnobousovský SK      |
| Sokol Kosova Hora  | 3:8      | TJ Sokol Sedlec-Prčice |
| TJ Liblice         | 4:1      | AFK Sokol Semice       |
| FC Freyburg Trubín | 1:3      | AFK Loděnice           |
| FK Vysoká          | 5:4      | FK Pšovka Mělník       |

### 1. kolo
Zdroje: 
| Domácí                  | Výsledek | Hosté                           |
| ----------------------- | -------- | ------------------------------- |
| FK Kněževes             | 3:4      | SK Doksy                        |
| FK Kosoř                | 2:4      | Sokol Nové Strašecí             |
| SK Chlumec              | 3:4      | TJ Jíloviště                    |
| TJ Unhošť               | 1:3      | SK Baník Libušín                |
| FK Rudná                | 3:2      | Union Cerhovice                 |
| SK Vinařice             | 6:5 pen  | AFK Tuchlovice                  |
| AFK Loděnice            | 1:2 pen  | FK Komárov                      |
| FC Čechie Velká Dobrá   | 0:1      | SK Lhota                        |
| TJ Sokol Holubice       | 3:2      | TJ Dynamo Nelahozeves           |
| FK Vysoká               | 2:7      | SK Slaný                        |
| AFK Libčice nad Vltavou | 5:1      | TJ Záryby                       |
| Sokol Klecany           | 1:5      | TJ SK Hřebeč                    |
| TJ Byšice               | 2:4      | FK Slovan Lysá nad Labem        |
| SK Úvaly                | 0:1      | TJ Klíčany                      |
| TJ Liblice              | 1:5      | SK Union Čelákovice             |
| Spartak Průhonice       | 2:1      | FK Čechie Vykáň                 |
| FK Kunice               | 2:4      | SK Sparta Kutná Hora            |
| Dolnobousovský SK       | 1:2 pen  | Mnichovohradišťský SK           |
| TJ Mnichovice           | 1:7      | FC Velim                        |
| FC Jevany               | 4:2      | SK Poříčany                     |
| SK Sokoleč              | 11:3     | TJ Sokol Pěčice                 |
| SK Kosmonosy            | 4:2      | FK Bohemia Poděbrady            |
| SK Slavia Jesenice      | 3:2 pen  | Viktoria Vestec                 |
| FC Jílové               | 6:3      | Sokol Nespeky                   |
| TJ Sokol Miřetice       | 1:5      | SK Votice                       |
| TJ Sokol Sedlec-Prčice  | 3:0 kont | SK Petrovice                    |
| FK Mníšek pod Brdy      | 1:7      | SK Hvozdnice                    |
| TJ Ligmet Milín         | 3:0      | TJ Kovohutě Podlesí             |
| SK Tochovice            | 0:2      | SK Spartak Příbram              |
| TJ Jawa Divišov         | 2:0      | SK Posázavan Poříčí nad Sázavou |
| TJ Pátek                | 2:6      | SK Rejšice                      |
| FK Loučeň               | 3:2      | Sokol Luštěnice                 |

### 2. kolo
Zdroje: 

| Domácí                   | Výsledek | Hosté                |
| ------------------------ | -------- | -------------------- |
| TJ Jíloviště             | 5:1      | SK Baník Libušín     |
| SK Doksy                 | 4:2      | Sokol Nové Strašecí  |
| FK Rudná                 | 3:2 pen  | SK Vinařice          |
| FK Komárov               | 3:1      | SK Lhota             |
| TJ Sokol Holubice        | 2:5      | SK Slaný             |
| FK Slovan Lysá nad Labem | 0:1      | TJ Klíčany           |
| SK Union Čelákovice      | 1:2      | Spartak Průhonice    |
| SK Rejšice               | 1:2      | SK Sparta Kutná Hora |
| Mnichovohradišťský SK    | 2:1      | FC Velim             |
| FK Loučeň                | 4:2      | FC Jevany            |
| SK Sokoleč               | 1:0      | SK Kosmonosy         |
| SK Slavia Jesenice       | 0:2      | FC Jílové            |
| SK Votice                | 4:1      | TJ Jawa Divišov      |
| TJ Sokol Sedlec-Prčice   | 2:4      | SK Hvozdnice         |
| TJ Ligmet Milín          | 2:0      | SK Spartak Příbram   |
| AFK Libčice nad Vltavou  | 2:7      | TJ SK Hřebeč         |

### Pavouk
Zdroje: 

|  | Osmifinále            | Osmifinále           |                 |       | Čtvrtfinále | Čtvrtfinále |  |  | Semifinále | Semifinále |  |  | Finále | Finále |
|  |                       |                      |                 |       |             |             |  |  |            |            |  |  |        |        |
|  |                       |                      |                 |       |             |             |  |  |            |            |  |  |        |        |
|  |                       |                      |                 |       |             |             |  |  |            |            |  |  |        |        |
|  | FK Rudná              | 2                    |                 |       |             |             |  |  |            |            |  |  |        |        |
|  | FK Rudná              | 2                    |                 |       |             |             |  |  |            |            |  |  |        |        |
|  | FK Komárov            | 4                    |                 |       |             |             |  |  |            |            |  |  |        |        |
|  | FK Komárov            | 4                    | FK Komárov      | 1     |             |             |  |  |            |            |  |  |        |        |
|  |                       |                      | FK Komárov      | 1     |             |             |  |  |            |            |  |  |        |        |
|  |                       | TJ Jíloviště         | 0               |       |             |             |  |  |            |            |  |  |        |        |
|  | SK Doksy              | TJ Jíloviště         | 0               | 1     |             |             |  |  |            |            |  |  |        |        |
|  | SK Doksy              |                      |                 | 1     |             |             |  |  |            |            |  |  |        |        |
|  | TJ Jíloviště          | 7                    |                 |       |             |             |  |  |            |            |  |  |        |        |
|  | TJ Jíloviště          | 7                    | FK Komárov      | 4     |             |             |  |  |            |            |  |  |        |        |
|  |                       |                      | FK Komárov      | 4     |             |             |  |  |            |            |  |  |        |        |
|  |                       | TJ SK Hřebeč         | 0               |       |             |             |  |  |            |            |  |  |        |        |
|  | Spartak Průhonice     | TJ SK Hřebeč         | 0               | 1     |             |             |  |  |            |            |  |  |        |        |
|  | Spartak Průhonice     |                      |                 | 1     |             |             |  |  |            |            |  |  |        |        |
|  | TJ Klíčany            | 3                    |                 |       |             |             |  |  |            |            |  |  |        |        |
|  | TJ Klíčany            | 3                    | TJ Klíčany      | 2     |             |             |  |  |            |            |  |  |        |        |
|  |                       |                      | TJ Klíčany      | 2     |             |             |  |  |            |            |  |  |        |        |
|  |                       | TJ SK Hřebeč         | 5               |       |             |             |  |  |            |            |  |  |        |        |
|  | TJ SK Hřebeč          | TJ SK Hřebeč         | 5               | 3     |             |             |  |  |            |            |  |  |        |        |
|  | TJ SK Hřebeč          |                      |                 | 3     |             |             |  |  |            |            |  |  |        |        |
|  | SK Slaný              | 2                    |                 |       |             |             |  |  |            |            |  |  |        |        |
|  | SK Slaný              | 2                    | FK Komárov      | 3     |             |             |  |  |            |            |  |  |        |        |
|  |                       |                      | FK Komárov      | 3     |             |             |  |  |            |            |  |  |        |        |
|  |                       | SK Sparta Kutná Hora | 1               |       |             |             |  |  |            |            |  |  |        |        |
|  | TJ Ligmet Milín       | SK Sparta Kutná Hora | 1               | 4     |             |             |  |  |            |            |  |  |        |        |
|  | TJ Ligmet Milín       |                      |                 | 4     |             |             |  |  |            |            |  |  |        |        |
|  | SK Hvozdnice          | 0                    |                 |       |             |             |  |  |            |            |  |  |        |        |
|  | SK Hvozdnice          | 0                    | TJ Ligmet Milín | 5 (p) |             |             |  |  |            |            |  |  |        |        |
|  |                       |                      | TJ Ligmet Milín | 5 (p) |             |             |  |  |            |            |  |  |        |        |
|  |                       | FC Jílové            | 4               |       |             |             |  |  |            |            |  |  |        |        |
|  | SK Votice             | FC Jílové            | 4               | 1     |             |             |  |  |            |            |  |  |        |        |
|  | SK Votice             |                      |                 | 1     |             |             |  |  |            |            |  |  |        |        |
|  | FC Jílové             | 2 (p)                |                 |       |             |             |  |  |            |            |  |  |        |        |
|  | FC Jílové             | 2 (p)                | TJ Ligmet Milín | 0     |             |             |  |  |            |            |  |  |        |        |
|  |                       |                      | TJ Ligmet Milín | 0     |             |             |  |  |            |            |  |  |        |        |
|  |                       | SK Sparta Kutná Hora | 2               |       |             |             |  |  |            |            |  |  |        |        |
|  | SK Sokoleč            | SK Sparta Kutná Hora | 2               | 5     |             |             |  |  |            |            |  |  |        |        |
|  | SK Sokoleč            |                      |                 | 5     |             |             |  |  |            |            |  |  |        |        |
|  | FK Loučeň             | 1                    |                 |       |             |             |  |  |            |            |  |  |        |        |
|  | FK Loučeň             | 1                    | SK Sokoleč      | 1     |             |             |  |  |            |            |  |  |        |        |
|  |                       |                      | SK Sokoleč      | 1     |             |             |  |  |            |            |  |  |        |        |
|  |                       | SK Sparta Kutná Hora | 2 (p)           |       |             |             |  |  |            |            |  |  |        |        |
|  | Mnichovohradišťský SK | SK Sparta Kutná Hora | 2 (p)           | 1     |             |             |  |  |            |            |  |  |        |        |
|  | Mnichovohradišťský SK |                      |                 | 1     |             |             |  |  |            |            |  |  |        |        |
|  | SK Sparta Kutná Hora  | 2 (p)                |                 |       |             |             |  |  |            |            |  |  |        |        |
|  | SK Sparta Kutná Hora  | 2 (p)                |                 |       |             |             |  |  |            |            |  |  |        |        |

### Finále
| 29. května 2019 | SK Sparta Kutná Hora | 1 : 2 (0:1) | FK Komárov | stadion, Kutná Hora |  |  |
| 18:00           |                      | Report      |            |                     |  |  |
|                 |                      |             |            |                     |  |  |

| 5. června 2019 | FK Komárov | 1 : 0 (0:0) | SK Sparta Kutná Hora | stadion, Komárov |  |  |
| 18:00          |            | Report      |                      |                  |  |  |
|                |            |             |                      |                  |  |  |